# دودو جورجسکو
دودو جورجسکو (رومانیایی: Dudu Georgescu؛ زادهٔ ۱ سپتامبر ۱۹۵۰) بازیکن و مربی فوتبال اهل رومانی است.
از باشگاه‌هایی که در آن بازی کرده‌است می‌توان به دینامو بخارست اشاره کرد. وی سابقه ۴۰ بازی و ۲۱ گل برای تیم ملی فوتبال رومانی در کارنامه دارد.
جورجسکو در سال‌های ۱۹۷۵ و ۱۹۷۷ برنده جایزه کفش طلای اروپا شده است.